# Relativisztikus tömeg
A relativisztikus tömeg egy mozgó test megnövekedett tehetetlen tömege a tömeg-energia ekvivalencia következtében. 

## A relativisztikus tömeg
Elméleti megfontolások alapján Abraham (M. Abraham: Annalen der Physik, 10,105, 1903) arra a következtetésre jutott, hogy az elektron tömege a mozgási sebességgel növekszik. A tömegnövekedést az elektron saját magára gyakorolt elektromágneses hatásával magyarázta. Ezt az elméletet később Lorentz módosította (H. A. Lorentz: The Theory of Electrons, Leipzig, 1909), és egy – az Abraham által megadott formulától eltérő – tömegnövekedési formulát adott meg. Kaufmann kísérletei 1910-ben bizonyították, hogy az elektron tömege valóban nő a sebességgel, azonban a kísérletek pontossága nem volt elég ahhoz, hogy az Abraham- és a Lorentz-féle formulák között dönteni lehetett volna.

## Lorentz-féle formula
Elméleti megfontolások alapján kezdettől fogva feltételezték, hogy a Lorentz-féle formula, 
{\displaystyle m={\frac {m_{0}}{\sqrt {1-{\frac {v^{2}}{c^{2}}}}}}}
és nem az Abraham-féle formula írja le az elektron valódi tömegnövekedését. Nagyszámú kísérletet végeztek, melynek célja a Lorentz-formula bizonyítása volt. Azonban a kísérletek eredményei nem voltak elegendőek az egyértelmű döntés meghozásához. Az első Lorentz-formula bizonyítások Rogers-től származik. A kísérleteket később Staub pontosította. 

## Kísérletek
Zreilov, Tapkin és Faragó kísérleteket végeztek, melyek során a fénysebesség 83%-ával haladó protonok tömegét mérték. A protonok sebességét a Cserenkov-sugárzás segítségével állapították meg, és azt találták, hogy a tömeg értékét a Lorentz-formula 0,1%-osnál kisebb hibával adja meg. 
Az összes eredményt összevetve feltételezhetjük, hogy a Lorentz-formula helytálló.